# Ursus seria H

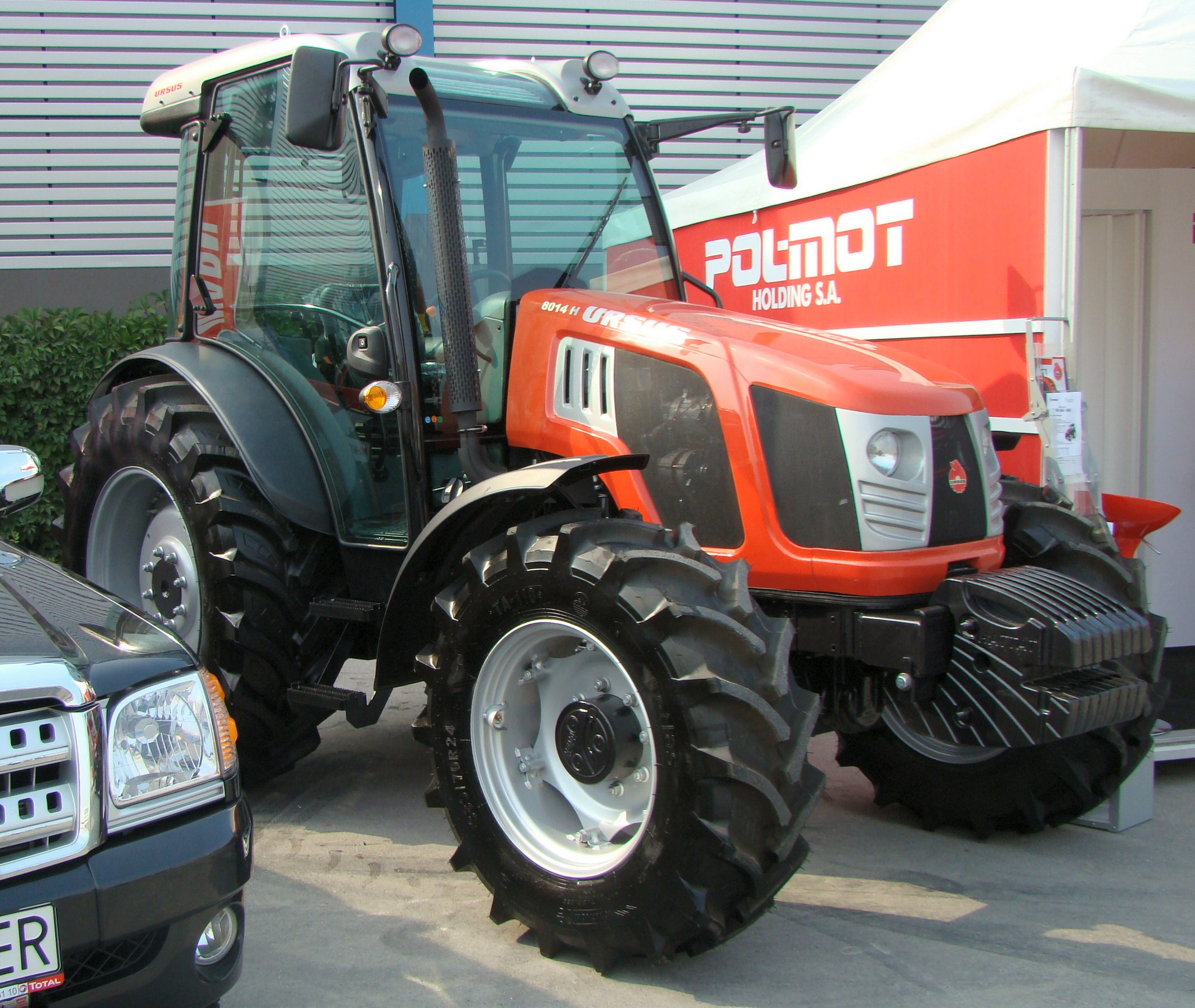
Ursus 8014H

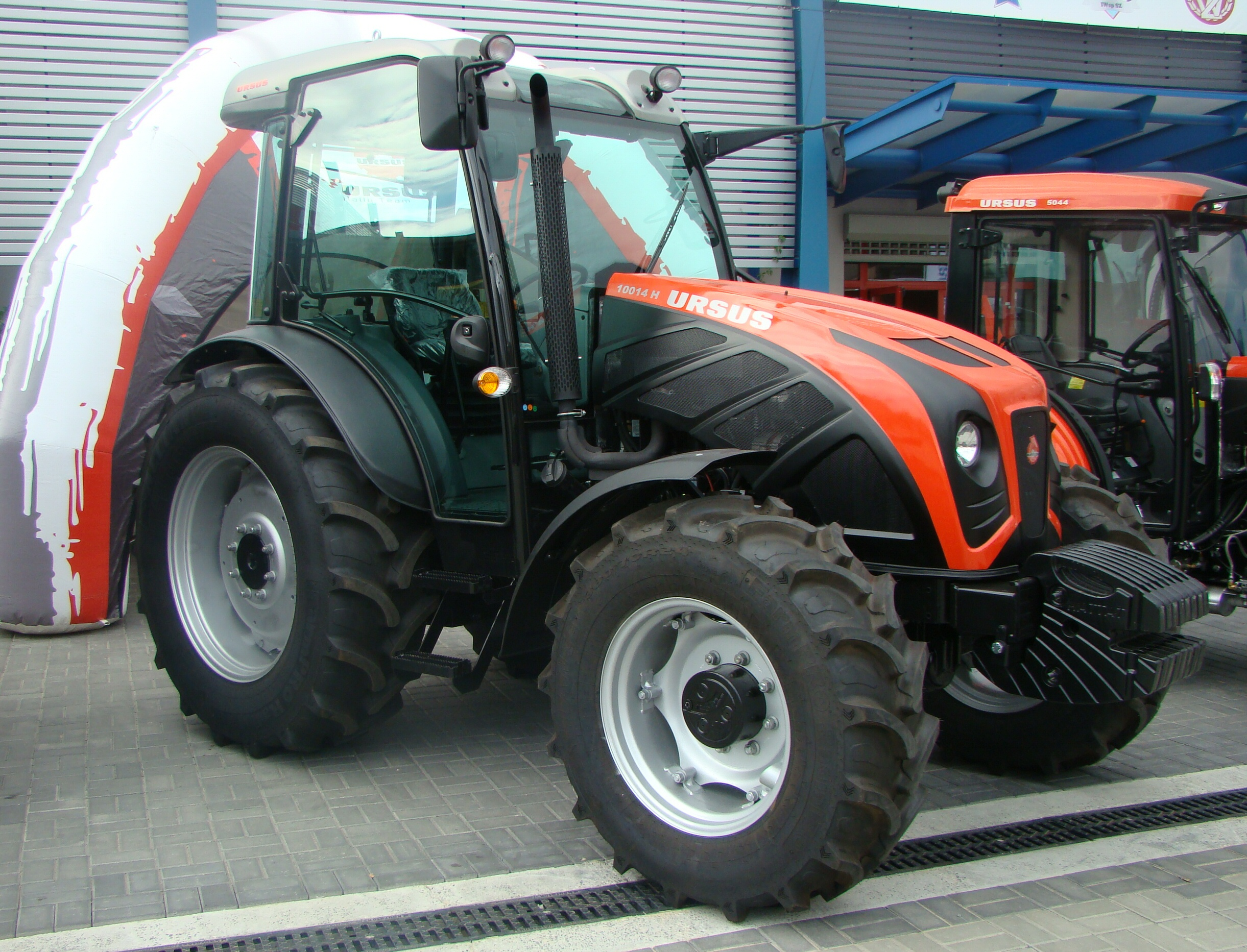
Ursus 10014H

Ursus seria H – ciągniki rolnicze Hattat A sprzedawane od 2012 roku pod marką Ursus, produkowane przez turecką firmę Hattat Tarım w Çerkezköy. Uprzednio sprzedawane od roku 2009 pod marką POL-MOT H. Zastosowano w nich silniki marki Perkins. Moc tych ciągników waha się między 82 KM, a 102 KM.
Ciągniki mają układ przeniesienia napędu firmy Hema Industries produkowany od 2004 roku na licencji fińskiej firmy Valtra serii "100" i "A", wyposażony jest w pełni zsynchronizowaną skrzynię biegów z rewersem oraz układ automatycznego dołączania napędu 4x4. W bogatszej wersji mogą mieć m.in. klimatyzację, przednie obciążniki, okno w przedniej części dachu ułatwiające pracę z ładowaczem czołowym, reflektory robocze w dachu kabiny (przednie i tylne), dwuobwodową instalację pneumatyczną, obrotowe światło ostrzegawcze i inne.
W 2014 r. na targach Agrotech Kielce zaprezentowano Ursusa 11014H z nową 4-słupkową kabiną produkowaną w Lublinie.

## Dane techniczne
| MODEL CIĄGNIKA                      | 8014H                                    | 9014H                                                    | 10014H                                                   |
| ----------------------------------- | ---------------------------------------- | -------------------------------------------------------- | -------------------------------------------------------- |
| SILNIK (Marka i model)              | PERKINS -1104D EURO III                  | PERKINS -1104D EURO III                                  | PERKINS -1104D EURO III                                  |
| Rodzaj silnika                      | turbodoładowany z wtryskiem bezpośrednim | turbodoładowany z intercoolerem i wtryskiem bezpośrednim | turbodoładowany z intercoolerem i wtryskiem bezpośrednim |
| Moc (ISO 14396) kW/KM przy obr./min | 60,5 / 82 - 2200                         | 68 / 92 - 2200                                           | 74,9 / 102 - 2200                                        |
| Pojemność (cm3) / ilość cylindrów   | 4400/4                                   | 4400/4                                                   | 4400/4                                                   |
| Średnica cylindra / skok tłoka (mm) | 105x127                                  | 105x127                                                  | 105x127                                                  |
| Filtr powietrza                     | suchy z czujnikiem zanieczyszczenia      | suchy z czujnikiem zanieczyszczenia                      | suchy z czujnikiem zanieczyszczenia                      |
| Chłodzenie                          | cieczą                                   | cieczą                                                   | cieczą                                                   |
| Pojemność zbiornika paliwa (litr)   | 70+45                                    | 70+45                                                    | 70+45                                                    |